# Бернгард II (герцог Саксен-Мейнингена)
Бернгард II Эрих Фрейнд Саксен-Мейнингенский (нем. Bernhard II Erich Freund von Sachsen-Meiningen; 17 декабря 1800, Майнинген, Франконский имперский округ — 3 декабря 1882, Майнинген) — герцог Саксен-Мейнингена в 1803—1866 годах из эрнестинской линии Веттинов, генерал пехоты прусской армии.

## Биография
Бернгард был единственным сыном Георга I Фридриха Карла, герцога Саксен-Мейнингена, и его супруги Луизы Элеоноры Гогенлоэ-Лангенбургской. У Бернгарда было две старшие сестры: Аделаида, ставшая королевой Великобритании, и Ида, вышедшая замуж за Бернгарда, принца Саксен-Веймар-Эйзенаха.
Бернгард наследовал отцу в 1803 году, когда ему было всего три года, регентом при малолетнем сыне до 17 декабря 1821 года была герцогиня Луиза Элеонора. Закончив обучение в Йене и Хайдельберге, Бернгард путешествовал по Италии, Швейцарии, Нидерландам и Англии. В 1821 году он принял бразды правления герцогством. 23 марта 1825 года он женился на Марии Фридерике Гессен-Кассельской, дочери курфюрста Гессен-Касселя Вильгельма II.
В управлении страной Бернгард сначала выказал прогрессивные стремления, введя различные реформы. Когда угасла Саксен-Гота-Альтенбургская линия Эрнестинского дома, Саксен-Мейнинген по договору о разделе 1826 года получил большую часть герцогства Саксен-Хильдбурггаузен, княжество Саксен-Заальфельд и некоторые другие владения, всего около 1 400  км² с 71 тыс. жителей. В 1848 году Бернгард по собственной инициативе ввел конституционное управление раньше, чем требования народа успели выразиться в резкой форме. Но позже герцог круто изменил образ правления и почти совершенно стал игнорировать конституцию, часто меняя своих министров. Во внешней политике Бернгард сначала держался франкфуртской имперской конституции, потом присоединился к Германском союз и после его распада также оставался сторонником единства Германии. Во время австро-прусского конфликта 1866 года он решительно стал на сторону Австрии и в роковом заседании союзного собрания 14 июня высказался за войну с Пруссией. Следствием этого была оккупация прусской армией сперва графства Камбург, а потом и самой резиденции герцога, Мейнингена. Бернгард должен был отречься от престола в пользу своего сына Георга, который заключил мир с Пруссией.

## Потомки
- Георг II (1826—1914), герцог Саксен-Мейнингена, женат на принцессе Шарлотте Прусской (1831—1855), затем на принцессе Феодоре Гогенлоэ-Лангенбургской (1839—1872) и в третьем браке на баронессе Елене фон Гельдбург (1839—1923)
- Августа (1843—1919), замужем за принцем Морицем Саксен-Альтенбургским (1829—1907)